# Kruzheva Music
Kruzheva Music («Кружева М'юзик») — продюсерський центр та лейбл заснований Юрієм Бардашем.
30 квітня 2018 року Юрій Бардаш сповістив про закінчення діяльності Kruzheva Music.

## Список музичних проектів
| Назва              | Роки      | Нотатки                                                         |
| ------------------ | --------- | --------------------------------------------------------------- |
| Quest Pistols      | 2007—2014 | перейменований у Quest Pistols Show                             |
| Quest Pistols Show | 2014—нині | Quest Pistols із новим складом та концепцією                    |
| Женя Мільковський  | 2008—2010 | увійшов до складу гурту «Нервы»                                 |
| Лера Лера          | 2009—2011 |                                                                 |
| Нервы              | 2010—2014 |                                                                 |
| Ія                 | 2013—2014 |                                                                 |
| Луна               | 2015—2018 |                                                                 |
| Andro              | 2016—нині |                                                                 |
| Грибы              | 2016—2018 |                                                                 |
| VANO               | 2017—нині | сольний проект Івана Криштофоренка, учасника Quest Pistols Show |